# Skarpabborrtjärnen (Lycksele socken, Lappland)
Skarpabborrtjärnen är en sjö i Lycksele kommun i Lappland och ingår i Umeälvens huvudavrinningsområde.